# Siemens S55
Das Siemens S55 ist ein GSM-Mobiltelefon des ehemaligen Handyherstellers Siemens Mobile für Business-Anwender und war ab November 2002 auf dem Markt erhältlich. Das S55 kostete bei der Markteinführung 379 Euro und galt als Nachfolger des S45 als das Oberklasse-Handy von Siemens.
Dem Benutzer steht mit dem S55 ein besonderes Telefonbuch zur Verfügung, das neben fünf Nummern, zwei E-Mail-Einträgen und der Postadresse auch ein Foto des Kontakts abspeichern kann.
Der interne Speicher beträgt 921 Kilobyte, in dem neben dem Telefonbuch auch der Personal-Manager (Kalender, Notizen, Aufgaben, E-Mails) und einige Java-Programme Platz finden, so dass im Endeffekt etwa 400 Kilobyte übrig bleiben. Wie bei Siemens-Handys üblich, bietet auch das S55 die Möglichkeit, sämtliche Daten mit einem PC abzugleichen.
Die vorhandene Java-Fähigkeit hat Siemens dazu genutzt, eine animierte Anleitung zur Bürogymnastik - fit@work - zu installieren. Als eines der ersten Handys überhaupt bot das S55 die Möglichkeit einer zusätzlich ansteckbaren Kamera; Bluetooth, IrDA und der Versand und Empfang von Multimedia-Nachrichten (MMS) gehören ebenfalls zum Funktionsumfang.
Das Siemens S55 diente seinerzeit der Bundeskanzlerin Angela Merkel als Diensthandy. Am 9. Juni 2006 schenkte sie ihr Exemplar dem Haus der Geschichte in Bonn.
Siemens stellte die Produktion von Mobiltelefonen Ende 2005 ein und verkaufte die Namensrechte an den taiwanischen Elektronikkonzern BenQ, dessen Handy-Tochter BenQ Mobile Anfang 2007 liquidiert wurde.